# Linnaemya somerenana
Linnaemya somerenana är en tvåvingeart som beskrevs av Fritz Isidore van Emden 1960. Linnaemya somerenana ingår i släktet Linnaemya och familjen parasitflugor.
Artens utbredningsområde är Uganda. Inga underarter finns listade i Catalogue of Life.